# Premier League (Bhutan)
La Bhutan Premier League, già nota come Bhutan National League e come Bank of Bhutan National League per motivi di sponsorizzazione, è la massima divisione del campionato di calcio del Bhutan.

## Storia
Il torneo è stato creato nel 2012 grazie ai fondi ottenuti dalla federazione calcistica del Bhutan a seguito di un accordo triennale di sponsorizzazione del valore di 3 milioni di ngultrum siglato con la multinazionale Coca-Cola. In precedenza la massima divisione nazionale era la A-Division a cui prendevano parte solo le squadre della città di Thimphu.
Nel 2019 sono avvenuti cambiamenti strutturali nel sistema dei campionati e le competizioni sono state rinominate. Il livello più alto è stato ribattezzato Bhutan Premier League e la competizione di qualificazione Bhutan Super League. La Super League è cessata dopo la stagione 2020 ed è stata sostituita dal torneo di qualificazione per la Premier League.

### Sponsor
- 2012-2014 Coca-Cola
- 2015- Bank of Bhutan

## Formula
La competizione si svolge con la formula del girone all'italiana con gare di andata e ritorno. Il sistema di punteggio prevede 3 punti per la vittoria, 1 per il pareggio e 0 per la sconfitta.
Alle squadre meglio classificate al termine del campionato è destinato un premio in denaro: nelle prime edizioni questo era di 400.000 ngultrum per la prima mentre la seconda e la terza classificata ricevevano rispettivamente 200.000 e 100.000 ngultrum. Dal 2015 il premio per i campioni è salito ad 1 milione di ngultrum.
Fino al 2014 la squadra che si laureava campione otteneva anche il diritto a partecipare alla Coppa del Presidente dell'AFC dell'anno successivo, dal 2015 in poi la vincente si qualifica invece per il turno preliminare della AFC Cup.

## Squadre
Stagione 2024.
- BFF Academy U19
- Daga Utd
- Paro
- Phuentsholing Heroes
- RTC
- Tensung
- Thimphu City
- Transport Utd
- Tsirang
- Samtse

## Albo d'oro
| Stagione | Vincitore     | Secondo posto |
| -------- | ------------- | ------------- |
| 2012-13  | Yeedzin       | Drukpol       |
| 2013     | Ugyen Academy | Yeedzin       |
| 2014     | Druk Utd      | Ugyen Academy |
| 2015     | Terton        | Thimphu       |
| 2016     | Thimphu City  | Druk Utd      |
| 2017     | Transport Utd | Thimphu City  |
| 2018     | Transport Utd | Paro          |
| 2019     | Paro          | Transport Utd |
| 2019     | Thimphu City  | Ugyen Academy |
| 2021     | Paro          | Thimphu City  |
| 2022     | Paro          | Thimphu City  |
| 2023     | Paro          | Thimphu City  |
| 2024     | Paro          | Transport Utd |

## Statistiche
| Squadra       | Vittorie | Secondi posti | Anni vittorie                | Anni secondi posti     |
| ------------- | -------- | ------------- | ---------------------------- | ---------------------- |
| Paro          | 5        | 1             | 2019, 2021, 2022, 2023, 2024 | 2018                   |
| Thimphu City  | 2        | 4             | 2016, 2020                   | 2017, 2021, 2022, 2023 |
| Transport Utd | 2        | 2             | 2017, 2018                   | 2019, 2024             |
| Ugyen Academy | 1        | 2             | 2013                         | 2014, 2020             |
| Yeedzin       | 1        | 1             | 2012–13                      | 2013                   |
| Druk Utd      | 1        | 1             | 2014                         | 2016                   |
| Terton        | 1        | 0             | 2015                         | —                      |
| Drukpol       | 0        | 1             | —                            | 2012–13                |
| Thimphu       | 0        | 1             | —                            | 2015                   |

## Capocannonieri
| Edizione | Capocannoniere    | Squadra          | Gol |
| -------- | ----------------- | ---------------- | --- |
| 2015     | Chencho Gyeltshen | Thimphu City     | 17  |
| 2016     | Chencho Gyeltshen | Thimphu City     | 15  |
| 2017     | Chencho Gyeltshen | Thimphu City     | 22  |
| 2018     | Sanatan Karmakar  | Transport United |     |
| 2019     | Ellon Maxwell     | Paro             | 39  |
| 2020     | Tshering Dorji    | Thimphu City     | 19  |
| 2021     | Yeshi Dorji       | Paro             | 17  |
| 2022     | Kazuo Homma       | Paro             | 34  |
| 2023     | Armand Beadum     | Thimphu City     | 36  |
| 2024     | Richard Gadze     | Thimphu City     | 27  |